# Tenchi Muyo! War on Geminar
Isekai no Seikishi Monogatari (яп. 異世界の聖機師物語 Исэкай но Сэйкиси Моногатари), вышедшее в США под названием Tenchi Muyo! War on Geminar — OVA-аниме, спин-офф серии Tenchi Muyo! авторства Масаки Кадзисимы. Аниме снято компаниями AIC Spirits и BeSTACK, все 13 серий транслировались на платной сети Animax с 20 марта 2009 года по 19 марта 2010 года. Сюжет повествует о приключениях Кэнси Масаки, призванного в мир Гэминар. Некоторые имена персонажей взяты из аниме Photon, другой серии созданной Масаки Кадзисимой.
Ранобэ-адаптация аниме авторства Ацуси Вады была опубликована издательством Fujimi Shobo 20 августа 2009 года под импринтом Fujimi Fantasia Bunko. Манга-версия издавалась в журнале Comic REX, а затем Ichijinsha выпустила 2 тома 9 июня 2010 года. На «Отаконе 2012» Funimation Entertainment анонсировала выпуск серии в США.
Аниме является частью подсерии Tenchi Muyo! Ryo-Ohki, его действие происходит 15 лет спустя после событий Tenchi Muyo! GXP.

## Сюжет
Кэнси Масаки — 15-летний парень, который не по своей воле попадает из своего дома на Земле в параллельный мир Гэминар (яп. ジェミナー Дзиэмина:). В Гэминаре страны ведут войну, используя Святые Доспехи, гуманоидное оружие, которое было найдено в древних руинах. После обмана некой организацией участвует в покушении на убийство Лашары Эрс XXVIII, молодой королевы Империи Ситорэю, но оказывается схвачен после того, как решает не убивать её. Когда Лашара услышала правду, она решила ему помочь.
Замаскированный как её слуга, Кэнси попадает на Святую Землю, в неприступную крепость, служащую академией Святых Рыцарей, пилотов Святых Доспехов. В академии благодаря своей доброте, упорству и навыкам, начиная с плотничества и заканчивая особыми техниками выживания, Кэнси становится знаменитостью, вызвав любовный интерес девушек и зависть некоторых студентов мужского пола. Но организация, обманувшая Кэнси, тайно работает внутри академии и готовится к мировой войне.

## Персонажи
Кэнси Масаки (яп. 柾木 剣士 Масаки Кэнси) — 15-летний парень с Земли и главный герой серии. Он младший сводный брат Тэнти Масаки, сын Нобуюки Масаки и его второй жены Рэа. Как и его брат, Кэнси добрый, сильный и храбрый из-за чего девушки, с которыми он знаком, проявляют к нему интерес. У Кэнси есть привычка собирать кристаллы с корпуса «Сувана», так как они напоминают ему кристаллообразную структуру Рё-Оки в форме космического корабля, которую он видел в детстве, у него даже есть ожерелье сделанное из него. Позже он становится капитаном/правителем «Сувана» и объявляет его независимой страной и не может больше копать кристаллы по единогласному голосоваю других, что приводит его в смятение. Он позже получает Тэнти-кэн (яп. 天地剣, Меч Неба и Земли) в родной деревне Юкинэ, сделанный из гигантского камня, который используется для поклонения богиням. В связи с тем, что этот меч очень тяжёлый, Ваханли установила специальное анти-гравитационное кольцо, чтобы Кэнси мог пользоваться им. Уникальный белый цвет его Святого Доспеха подразумевает, что он может быть «Святым Рыцарем Света» (яп. 光の聖機士 Хикари но Сэйкиси), которому суждено спасти мир Гэминара. В последней серии Кэнси показывает способность генерировать «Крылья Светлого Ястреба», как и его брат. Его имя означает «Мечник».
Сэйю: Хиро Симоно

## Медиа

### Аниме
Isekai no Seikishi Monogatari снят компаниями AIC и BeSTACK под режиссурой Кодзи Ёсикавы, сценарий написал Хидэки Сиранэ, персонажей создал Хадзимэ Ватанабэ, музыку написал Акифуми Тада, а Сёдзи Ота, Ясуо Уэда и Ёсиюки Мацузаки выступили в роли продюсеров. В Японии все 13 серий транслировались на платном телеканале Animax с 20 марта 2009 по 19 марта 2010 года. Позже серии были выпущены на DVD и Blu-ray компанией VAP с 22 мая 2009 года по 26 мая 2010. Blu-ray box вариант был выпущен 18 мая 2011 году. На «Отаконе 2012» американский дистрибьютор Funimation Entertainment анонсировал выпуск серии под названием Tenchi Muyo! War on Geminar.
Открывающая тема серии Follow Me спета японо-канадской певицей Сэйрой Кагами вместе с Sound Around, а закрывающую тему Destino исполнила Alchemy+. Макси-сингл открывающей темы был выпущен компанией VAP 14 января 2010 году.

### Лайт-новел
Ранобэ-адаптация серии, написанная Ацуси Вадой и иллюстрированная Кацуми Энами, была издана 20 августа 2009 году в Fujimi Shobo под лейблом Fujimi Fantasia Bunko.

### Манга
Манга-адаптация, иллюстрированная Bau, была издана в Comic REX в июне 2009 года. Ichijinsha издала 2 тома 9 июня 2010 года.